# ムラサキフウセンタケ
ムラサキフウセンタケ（紫風船茸、学名: Cortinarius violaceus）はフウセンタケ科フウセンタケ属の菌類。中型から大型のキノコ。フウセンタケ属のタイプ種であるが、特徴的な黒紫色とシスチジアによって同属の他種とは明確に識別できるとされる。不可食種で、独特の色彩が本種の第一の魅力であるとも言われ、本属の中では最も暗い色をしており、この色に匹敵するものは他の属にしか見られない。
北半球に広く分布し、北アメリカでは一部の針葉樹林に良く見られ、ヨーロッパでは主に広葉樹林に発生するが、一般的に珍しい種類である。

## 分類学
ムラサキフウセンタケはスウェーデンの菌類学の父と呼ばれるエリーアス・フリースと分類学の父と呼ばれるカール・フォン・リンネによって分類、命名された。種小名の violaceus は「紫色の～」という意味で、濃紫色の傘の色に因み、英語圏ではViolet Webcapの名でも知られている。
本種はフウセンタケ属のタイプ種である。しかしデヴィッド・アロラ（David Arora）によれば、少なくとも1000種以上はあると思われる本属の他種と本種とでは、色やシスチジアの特徴が大きく異なっており、両者は別属として分けることも可能であるとする。もしこの見解が支持された場合、国際植物命名規約の上からは、本種は属のタイプ種であることから従来どおり本属に残され、残りの種が新たな属に分類し直されることになる。しかしオーストリアの菌類学者マインハード・モーザー（Meinhard Moser）は、本種と他の1種の計2種のみを承名亜属であるフウセンタケ亜属 Cortinarius (Cortinarius) に分類しており、他の種は別の亜属として扱っており、両者はすでに区別はされている。

## 特徴

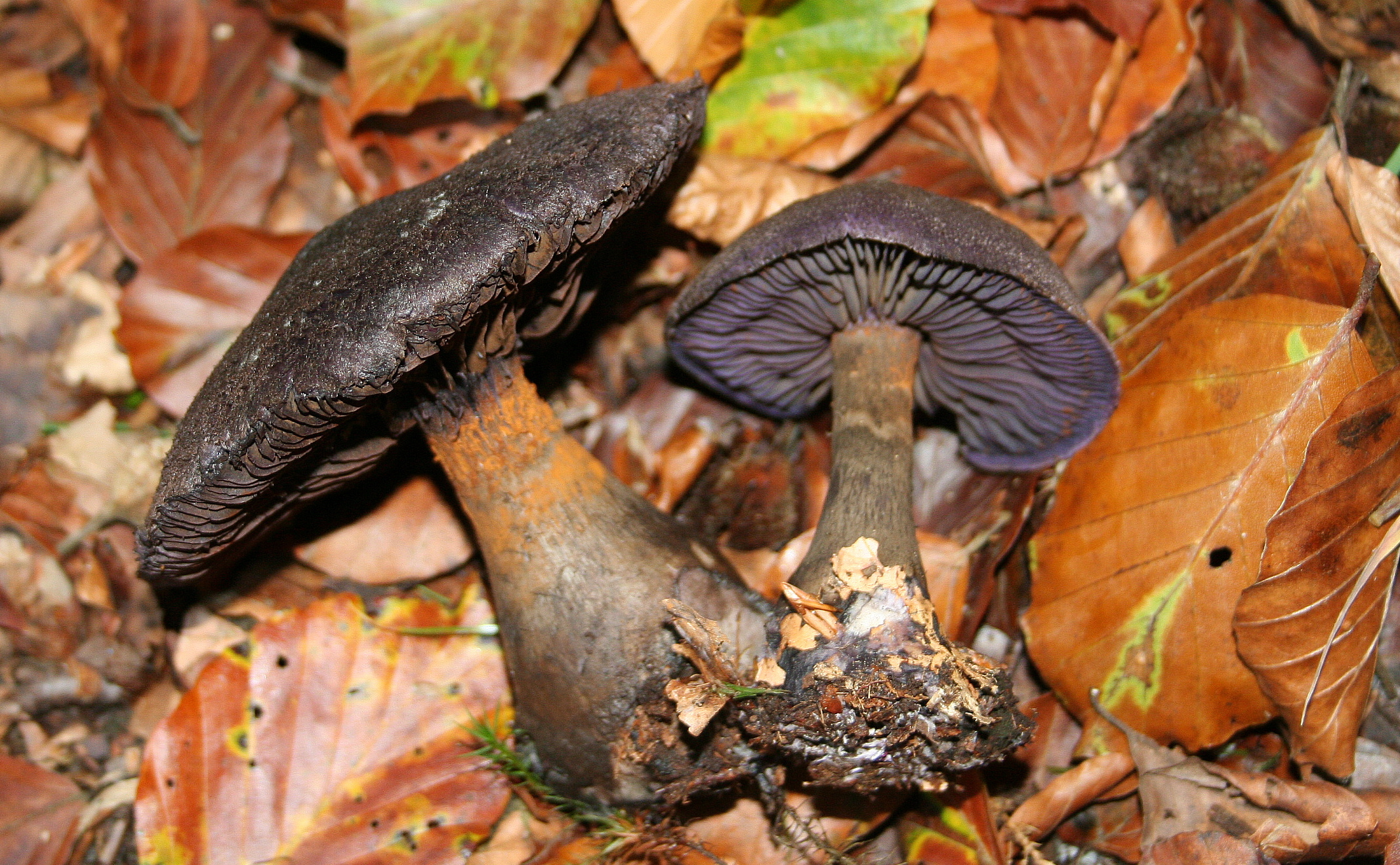
老菌

子実体は傘と柄からなり、青みを帯びた紫色から黒みを帯びた赤紫色まで、個体によって大きな変異が見られる。傘の径は5 - 12センチメートル (cm) 、最大で15 cmにまでなる。傘ははじめ半球形から丸山形で縁は内側に巻き込み、のちに饅頭型、時間がたつにつれ中高扁平型から扁平型に変わっていく。傘表面の色は暗い紫色から青黒い色をしており、粘性はなく、微細な毛またはささくれに覆われている。傘裏のヒダは暗い紫色で、時間がたつにつれ紫色っぽい茶色（錆色）に変化するこの種は属内部で唯一表面と襞の端の両方にシスチジアを持っている。ヒダは柄に対して直生または上生し、ヒダの間はやや疎らに配列し均等な間隔になっている。
柄は7 - 12 cm程度の高さになり、太さは1 - 2 cm。比較的長く、根元が膨らむ性質を持っており、最大の場合には幅4 cm程度になる。柄の色は傘の色に似ており、ビロード状から繊維質に覆われている。若い標本にはツバがあるが、すぐに消えてしまう。肉は厚く、無味無臭、紫であり、傘の外皮に比べても暗い色をしている。
胞子紋は褐色。担子胞子は大きさ10 - 15 × 6.5 - 9.5マイクロメートル (μm) 、でこぼこしており楕円形からアーモンド形の形をしている。
研究者によってはムラサキフウセンタケとされるものを Cortinarius violaceus と Cortinarius hercynicus の2種に分けることがあり、後者は胞子の形がより丸いとされる。
フウセンタケ属にはほかにも紫色の種があるが、本種は最も深い紫色をしており、時にはほとんど黒に近いものすらあって森内で見つけにくいことがある。これに匹敵する色をもつ似たキノコにはイッポンシメジ科のアオエノモミウラタケ属（Leptonia）のいくつかの種があるが、それらは胞子紋がピンク色であることで容易に区別できる。

## 分布・生息地
日本各地、および北半球、オーストラリアなどに分布する。
菌根菌。日本では夏から秋にかけて、雑木林やコナラ・ブナ林の林床の落葉間に発生する。ヨーロッパにおいては秋ごろ落葉樹林に発生し、特にカシ、カバ、ブナなどの木に特徴的に見られる。針葉樹林にも見られるが、一般的には広葉樹林を好む。北アメリカではレーニア山国立公園やオリンピック国立公園といったいくつかの地域の古い針葉樹林以外ではかなり珍しい。単生もしくは群生し、しばしば朽木近くの地上に生ずる。

## 食毒
従来は可食種として分類され、「肉の味はマイルドで、淡くヒマラヤスギのような香りがする」、「調理したものには苦味があるといわれている」、「このため可食種ではあるが、優良品とはいえず、むしろその最大の魅力は見た目の美しさだといわれることもある」といわれることもあったが、オレラニン類を含有するため、他のフウセンタケ科のキノコと同様に食用とすべきではない。
日本では食用キノコとして認知されており、多少苦いものもあるため、味付けは濃いめがよいとされる。
本属の種（たとえば C. sanguineus や C. semisanguineus など）には染料として使われるものもあるが、本種は見た目の色の濃さに反して、そのような利用はされない。